# Região Geográfica Intermediária de Floriano
A Região Geográfica Intermediária de Floriano é uma das seis regiões intermediárias do estado brasileiro do Piauí e uma das 134 regiões intermediárias do Brasil, criadas pelo Instituto Brasileiro de Geografia e Estatística (IBGE) em 2017. É composta por 28 municípios, distribuídos em três regiões geográficas imediatas.
Sua população total estimada pelo Instituto Brasileiro de Geografia e Estatística (IBGE) para 1º de julho de 2018 é de 238 283 habitantes, distribuídos em uma área total de 59 008,437 km².
Floriano é o município mais populoso da região intermediária, com 59 840 habitantes, de acordo com estimativas de 2018 do Instituto Brasileiro de Geografia e Estatística (IBGE).

## Regiões geográficas imediatas
| Região geográfica imediata                    | Municípios | População Estimativa 2018 | Área (km²) |
| --------------------------------------------- | --- | ------------------------- | ---------- |
| Região Geográfica Imediata de Floriano        | Arraial Canavieira Floriano Francisco Ayres Guadalupe Itaueira Jerumenha Landri Sales Marcos Parente Nazaré do Piauí Porto Alegre do Piauí São Francisco do Piauí São José do Peixe | 128 960                   | 19 235,960 |
| Região Geográfica Imediata de Uruçuí          | Antônio Almeida Baixa Grande do Ribeiro Bertolínia Manoel Emídio Ribeiro Gonçalves Sebastião Leal Uruçuí                                                                            | 58 546                    | 26 841,435 |
| Região Geográfica Imediata de Canto do Buriti | Brejo do Piauí Canto do Buriti Eliseu Martins Flores do Piauí Pajeú do Piauí Pavussu Rio Grande do Piauí Tamboril do Piauí                                                          | 50 777                    | 12 931,042 |
| Total                                         | 28 | 238 283                   | 59 008,437 |